# 弗托羅耶湖
55°12′39″N 61°35′29″E / 55.2108°N 61.5914°E
弗托羅耶湖（俄语：Второе），是俄羅斯的湖泊，位於該國西南部車里雅賓斯克州，由紅軍區負責管轄，面積13.9平方公里，海拔高度193米，集水區面積66.1平方公里，平均水深5.2米，最大水深7.6米。